# Alberto Venancio Filho
Alberto Venancio Filho (Rio de Janeiro, 23 de janeiro de 1934) é um advogado, jurista, professor e historiador brasileiro.
Bacharel em Ciências Jurídicas e Sociais pela Faculdade Nacional de Direito da então Universidade do Brasil, hoje UFRJ.

## Academia Brasileira de Letras
Ocupa atualmente a cadeira 25 da Academia Brasileira de Letras. Foi eleito em 25 de julho de 1991, sucedendo a Afonso Arinos de Melo Franco, e recebido em 14 de abril de 1992 pelo acadêmico Américo Jacobina Lacombe.

## Obras
- A Intervenção do Estado no Domínio Econômico (1968)
- Das Arcadas ao Bacharelismo (Cento e cinqüenta anos de ensino jurídico no Brasil) (1977)
- Notícia Histórica da Ordem dos Advogados do Brasil (1930-1980) (1983)
- Elogio de Afonso Arinos (1992)
- Francisco Venancio Filho – Um educador brasileiro (1995)
- Machado de Assis Presidente da Academia Brasileira de Letras (2009)
- Joaquim Nabuco e a Academia Brasileira de Letras (2010)
- Notas republicanas (2011)